# 朱友謙
朱 友謙（しゅ ゆうけん、? - 926年）は、後梁の創建者朱全忠の仮子。もとの名は簡。後に後唐の創建者李存勗の仮子となった。娘の楚国夫人は李従曮（岐の李茂貞の六男）にとついだ。

## 人物
朱全忠にその才能を認められて、その仮子となった。後に冀王に封じられた。
やがて、河中府の護国節度使に任命される。だが、朱友珪が実父の朱全忠を暗殺すると、身の危険を感じた朱友謙は後唐に帰順した。そして荘宗李存勗に才能を愛されて仮子となり、李継麟と改名した。しかし後年、李存勗に疎まれた。
同光4年（926年）、郭崇韜が処刑された。まもなく、郭崇韜の一族と睦王李存乂（荘宗の異母弟で、郭崇韜の婿）も洛陽で処刑された。その後、政敵の孔謙が「李継麟（朱友謙）は郭崇韜や李存乂と共謀していた」と讒言した。宦官や伶人らも誣告した。李存勗は李継麟（朱友謙）を誅殺し、また一族を処刑した。

## 伝記資料
- 『新五代史』巻45 列伝第33